# Dirka po Franciji 2017
Dirka po Franciji 2017 je bila 104. izvedba dirke po Franciji, ene od dirk Grand Tour. Začela se je 1. julija v Düsseldorfu in končala 23. julija s tradicionalnim zaključkom na Elizejskih poljanah v Parizu. Dirka je bila sestavljena iz 21 etap v skupni dolžini 3540 km. Sodelovalo je 198 kolesarjev iz 22-ih ekip. Rumeno majico je osvojil Chris Froome (Team Sky), drugo mesto Rigoberto Urán (Cannondale–Drapac), tretje pa Romain Bardet (AG2R La Mondiale). Zeleno majico je osvojil Michael Matthews (Giant-Alpecin), pikčasto majico je osvojil Warren Barguil (Giant-Alpecin), belo majico pa Simon Yates (Orica–Scott).

## Ekipe
UCI WorldTeams
- AG2R La Mondiale
- Astana
- Bahrain–Merida
- BMC Racing Team
- Bora–Hansgrohe
- Cannondale–Drapac
- Team Dimension Data
- FDJ
- Team Katusha–Alpecin
- LottoNL–Jumbo
- Lotto–Soudal
- Movistar Team
- Orica–Scott
- Quick-Step Floors
- Team Sky
- Giant-Alpecin
- Trek–Segafredo
- UAE Team Emirates

UCI Professional Continental teams
- Cofidis
- Direct Énergie
- Fortuneo–Oscaro
- Wanty–Groupe Gobert

## Etape
| Etapa | Datum     | Štart/Cilj                                 | Razdalja        | Tip     | Tip                  | Zmagovalec                 |             |
| ----- | --------- | ------------------------------------------ | --------------- | ------- | -------------------- | -------------------------- | ----------- |
| 1     | 1. julij  | Düsseldorf (Nemčija)                       | 14 km           |         | posamični kronometer | Geraint Thomas (GBR)       |             |
| 2     | 2. julij  | Düsseldorf (Nemčija) — Liège (Belgija)     | 203,5 km        |         | ravninska etapa      | Marcel Kittel (GER)        |             |
| 3     | 3. julij  | Verviers (Belgija) — Longwy                | 212,5 km        |         | hribovita etapa      | Peter Sagan (SVK)          |             |
| 4     | 4. julij  | Mondorf-les-Bains (Luksemburg) — Vittel    | 207,5 km        |         | ravninska etapa      | Arnaud Démare (FRA)        |             |
| 5     | 5. julij  | Vittel — La Planche des Belles Filles      | 160,5 km        |         | hribovita etapa      | Fabio Aru (ITA)            |             |
| 6     | 6. julij  | Vesoul — Troyes                            | 216 km          |         | ravninska etapa      | Marcel Kittel (GER)        |             |
| 7     | 7. julij  | Troyes — Nuits-Saint-Georges               | 213,5 km        |         | ravninska etapa      | Marcel Kittel (GER)        |             |
| 8     | 8. julij  | Dole — Station des Rousses                 | 187,5 km        |         | hribovita etapa      | Lilian Calmejane (FRA)     |             |
| 9     | 9. julij  | Nantua — Chambéry                          | 181,5 km        |         | gorska etapa         | Rigoberto Urán (COL)       |             |
|       | 10. julij | Dordogne                                   | Dordogne        |         | dan počitka          | dan počitka                | dan počitka |
| 10    | 11. julij | Périgueux — Bergerac                       | 178 km          |         | ravninska etapa      | Marcel Kittel (GER)        |             |
| 11    | 12. julij | Eymet — Pau                                | 203,5 km        |         | ravninska etapa      | Marcel Kittel (GER)        |             |
| 12    | 13. julij | Pau — Peyragudes                           | 214,5 km        |         | gorska etapa         | Romain Bardet (FRA)        |             |
| 13    | 14. julij | Saint-Girons — Foix                        | 101 km          |         | gorska etapa         | Warren Barguil (FRA)       |             |
| 14    | 15. julij | Blagnac — Rodez                            | 181,5 km        |         | hribovita etapa      | Michael Matthews (AUS)     |             |
| 15    | 16. julij | Laissac-Sévérac-l'Église — Le Puy-en-Velay | 189,5 km        |         | hribovita etapa      | Bauke Mollema (NED)        |             |
|       | 17. julij | Le Puy-en-Velay                            | Le Puy-en-Velay |         | dan počitka          | dan počitka                | dan počitka |
| 16    | 18. julij | Le Puy-en-Velay — Romans-sur-Isère         | 165 km          |         | hribovita etapa      | Michael Matthews (AUS)     |             |
| 17    | 19. julij | La Mure — Serre Chevalier                  | 183 km          |         | gorska etapa         | Primož Roglič (SLO)        |             |
| 18    | 20. julij | Briançon — Col d'Izoard                    | 179,5 km        |         | gorska etapa         | Warren Barguil (FRA)       |             |
| 19    | 21. julij | Embrun — Salon-de-Provence                 | 222,5 km        |         | ravninska etapa      | Edvald Boasson Hagen (NOR) |             |
| 20    | 22. julij | Marseille                                  | 22,5 km         |         | posamični kronometer | Maciej Bodnar (POL)        |             |
| 21    | 23. julij | Montgeron — Pariz (Elizejske poljane)      | 103 km          |         | ravninska etapa      | Dylan Groenewegen (NED)    |             |
|       | Skupaj    | Skupaj                                     | 3540 km         | 3540 km | 3540 km              | 3540 km                    |             |

## Razvrstitev po klasifikacijah
| Etapa  | Zmagovalec           | - Rumena majica | - Zelena majica  | - Pikčasta majica | - Bela majica | - Ekipno | - Rdeča številka         |
| ------ | -------------------- | --------------- | ---------------- | ----------------- | ------------- | -------- | ------------------------ |
| 1      | Geraint Thomas       | Geraint Thomas  | Geraint Thomas   | brez              | Stefan Küng   | Team Sky | brez                     |
| 2      | Marcel Kittel        | Geraint Thomas  | Marcel Kittel    | Taylor Phinney    | Stefan Küng   | Team Sky | Yoann Offredo            |
| 3      | Peter Sagan          | Geraint Thomas  | Marcel Kittel    | Nathan Brown      | Pierre Latour | Team Sky | Lilian Calmejane         |
| 4      | Arnaud Démare        | Geraint Thomas  | Arnaud Démare    | Nathan Brown      | Pierre Latour | Team Sky | Guillaume Van Keirsbulck |
| 5      | Fabio Aru            | Chris Froome    | Arnaud Démare    | Fabio Aru         | Simon Yates   | Team Sky | Philippe Gilbert         |
| 6      | Marcel Kittel        | Chris Froome    | Arnaud Démare    | Fabio Aru         | Simon Yates   | Team Sky | Vegard Stake Laengen     |
| 7      | Marcel Kittel        | Chris Froome    | Marcel Kittel    | Fabio Aru         | Simon Yates   | Team Sky | Dylan van Baarle         |
| 8      | Lilian Calmejane     | Chris Froome    | Marcel Kittel    | Lilian Calmejane  | Simon Yates   | Team Sky | Lilian Calmejane         |
| 9      | Rigoberto Urán       | Chris Froome    | Marcel Kittel    | Warren Barguil    | Simon Yates   | Team Sky | Warren Barguil           |
| 10     | Marcel Kittel        | Chris Froome    | Marcel Kittel    | Warren Barguil    | Simon Yates   | Team Sky | Élie Gesbert             |
| 11     | Marcel Kittel        | Chris Froome    | Marcel Kittel    | Warren Barguil    | Simon Yates   | Team Sky | Maciej Bodnar            |
| 12     | Romain Bardet        | Fabio Aru       | Marcel Kittel    | Warren Barguil    | Simon Yates   | Team Sky | Steve Cummings           |
| 13     | Warren Barguil       | Fabio Aru       | Marcel Kittel    | Warren Barguil    | Simon Yates   | Team Sky | Alberto Contador         |
| 14     | Michael Matthews     | Chris Froome    | Marcel Kittel    | Warren Barguil    | Simon Yates   | Team Sky | Thomas De Gendt          |
| 15     | Bauke Mollema        | Chris Froome    | Marcel Kittel    | Warren Barguil    | Simon Yates   | Team Sky | Bauke Mollema            |
| 16     | Michael Matthews     | Chris Froome    | Marcel Kittel    | Warren Barguil    | Simon Yates   | Team Sky | Sylvain Chavanel         |
| 17     | Primož Roglič        | Chris Froome    | Michael Matthews | Warren Barguil    | Simon Yates   | Team Sky | Alberto Contador         |
| 18     | Warren Barguil       | Chris Froome    | Michael Matthews | Warren Barguil    | Simon Yates   | Team Sky | Darwin Atapuma           |
| 19     | Edvald Boasson Hagen | Chris Froome    | Michael Matthews | Warren Barguil    | Simon Yates   | Team Sky | Jens Keukeleire          |
| 20     | Maciej Bodnar        | Chris Froome    | Michael Matthews | Warren Barguil    | Simon Yates   | Team Sky | brez                     |
| 21     | Dylan Groenewegen    | Chris Froome    | Michael Matthews | Warren Barguil    | Simon Yates   | Team Sky | brez                     |
| Skupno | Skupno               | Chris Froome    | Michael Matthews | Warren Barguil    | Simon Yates   | Team Sky | Warren Barguil           |

## Končna razvrstitev
| Legenda                                  | Legenda                                  | Legenda                               | Legenda                                    |
| ---------------------------------------- | ---------------------------------------- | ------------------------------------- | ------------------------------------------ |
| A yellow jersey.                         | Predstavlja vodilnega v skupnem seštevku | A white jersey with red polka dots.   | Predstavlja vodilnega v gorski razvrstitvi |
| A green jersey.                          | Predstavlja vodilnega po točkah          | A white jersey.                       | Predstavlja najboljšega mladega kolesarja  |
| A white jersey with a yellow number bib. | Predstavlja vodilnega najboljše ekipe    | A white jersey with a red number bib. | Predstavlja najbolj borbenega kolesarja    |

### Rumena majica
| Poz. | Kolesar                | Ekipa             | Čas         |
| ---- | ---------------------- | ----------------- | ----------- |
| 1    | Chris Froome (GBR)     | Team Sky          | 86h 20' 55" |
| 2    | Rigoberto Urán (COL)   | Cannondale–Drapac | + 54"       |
| 3    | Romain Bardet (FRA)    | AG2R La Mondiale  | + 2' 20"    |
| 4    | Mikel Landa (ESP)      | Team Sky          | + 2' 21"    |
| 5    | Fabio Aru (ITA)        | Astana            | + 3' 05"    |
| 6    | Dan Martin (IRL)       | Quick-Step Floors | + 4' 42"    |
| 7    | Simon Yates (GBR)      | Orica–Scott       | + 6' 14"    |
| 8    | Louis Meintjes (RSA)   | UAE Team Emirates | + 8' 20"    |
| 9    | Alberto Contador (ESP) | Trek–Segafredo    | + 8' 49"    |
| 10   | Warren Barguil (FRA)   | Giant-Alpecin     | + 9' 25"    |

| Skupna razvrstitev kolesarjev (11–167) | Skupna razvrstitev kolesarjev (11–167) | Skupna razvrstitev kolesarjev (11–167) | Skupna razvrstitev kolesarjev (11–167) |
| Poz.                                   | Kolesar                                | Ekipa                                  | Čas                                    |
| -------------------------------------- | -------------------------------------- | -------------------------------------- | -------------------------------------- |
| 11                                     | Damiano Caruso (ITA)                   | BMC Racing Team                        | + 14' 48"                              |
| 12                                     | Nairo Quintana (COL)                   | Movistar Team                          | + 15' 28"                              |
| 13                                     | Alexis Vuillermoz (FRA)                | AG2R La Mondiale                       | + 24' 38"                              |
| 14                                     | Mikel Nieve (ESP)                      | Team Sky                               | + 25' 28"                              |
| 15                                     | Emanuel Buchmann (GER)                 | Bora–Hansgrohe                         | + 33' 21"                              |
| 16                                     | Brice Feillu (FRA)                     | Fortuneo–Oscaro                        | + 36' 46"                              |
| 17                                     | Bauke Mollema (NED)                    | Trek–Segafredo                         | + 37' 43"                              |
| 18                                     | Carlos Betancur (COL)                  | Movistar Team                          | + 37' 47"                              |
| 19                                     | Serge Pauwels (BEL)                    | Team Dimension Data                    | + 39' 36"                              |
| 20                                     | Tiesj Benoot (BEL)                     | Lotto–Soudal                           | + 42' 04"                              |
| 21                                     | Tony Gallopin (FRA)                    | Lotto–Soudal                           | + 42' 39"                              |
| 22                                     | Jan Bakelants (BEL)                    | AG2R La Mondiale                       | + 50' 04"                              |
| 23                                     | Guillaume Martin (FRA)                 | Wanty–Groupe Gobert                    | + 53' 52"                              |
| 24                                     | Roman Kreuziger (CZE)                  | Orica–Scott                            | + 59' 58"                              |
| 25                                     | Sylvain Chavanel (FRA)                 | Direct Énergie                         | + 1h 04' 22"                           |
| 26                                     | Romain Hardy (FRA)                     | Fortuneo–Oscaro                        | + 1h 12' 51"                           |
| 27                                     | Daniel Navarro (ESP)                   | Cofidis                                | + 1h 15' 26"                           |
| 28                                     | Sergio Henao (COL)                     | Team Sky                               | + 1h 16' 32"                           |
| 29                                     | Pierre Latour (FRA)                    | AG2R La Mondiale                       | + 1h 18' 45"                           |
| 30                                     | Mathias Frank (SUI)                    | AG2R La Mondiale                       | + 1h 21' 16"                           |
| 31                                     | Robert Kišerlovski (CRO)               | Team Katusha–Alpecin                   | + 1h 25' 25"                           |
| 32                                     | Amaël Moinard (FRA)                    | BMC Racing Team                        | + 1h 32' 02"                           |
| 33                                     | Nicolas Roche (IRL)                    | BMC Racing Team                        | + 1h 32' 35"                           |
| 34                                     | Thomas Degand (BEL)                    | Wanty–Groupe Gobert                    | + 1h 34' 02"                           |
| 35                                     | Lilian Calmejane (FRA)                 | Direct Énergie                         | + 1h 35' 16"                           |
| 36                                     | Rudy Molard (FRA)                      | FDJ                                    | + 1h 35' 55"                           |
| 37                                     | Ben Gastauer (LUX)                     | AG2R La Mondiale                       | + 1h 38' 33"                           |
| 38                                     | Primož Roglič (SLO)                    | LottoNL–Jumbo                          | + 1h 44' 41"                           |
| 39                                     | Diego Ulissi (ITA)                     | UAE Team Emirates                      | + 1h 45' 23"                           |
| 40                                     | Marco Minnaard (NED)                   | Wanty–Groupe Gobert                    | + 1h 48' 11"                           |
| 41                                     | Darwin Atapuma (COL)                   | UAE Team Emirates                      | + 1h 50' 31"                           |
| 42                                     | Pierre-Luc Périchon (FRA)              | Fortuneo–Oscaro                        | + 1h 57' 29"                           |
| 43                                     | Nathan Brown (USA)                     | Cannondale–Drapac                      | + 1h 57' 52"                           |
| 44                                     | Andrej Zejc (KAZ)                      | Astana                                 | + 1h 59' 09"                           |
| 45                                     | Janez Brajkovič (SLO)                  | Bahrain–Merida                         | + 2h 00' 38"                           |
| 46                                     | Jarlinson Pantano (COL)                | Trek–Segafredo                         | + 2h 01' 30"                           |
| 47                                     | Daryl Impey (RSA)                      | Orica–Scott                            | + 2h 01' 59"                           |
| 48                                     | Cyril Gautier (FRA)                    | AG2R La Mondiale                       | + 2h 03' 24"                           |
| 49                                     | Andrew Talansky (USA)                  | Cannondale–Drapac                      | + 2h 03' 27"                           |
| 50                                     | Kristijan Đurasek (CRO)                | UAE Team Emirates                      | + 2h 04' 53"                           |
| 51                                     | Thomas De Gendt (BEL)                  | Lotto–Soudal                           | + 2h 05' 36"                           |
| 52                                     | Haimar Zubeldia (ESP)                  | Trek–Segafredo                         | + 2h 06' 30"                           |
| 53                                     | Gianluca Brambilla (ITA)               | Quick-Step Floors                      | + 2h 06' 57"                           |
| 54                                     | Pierre Rolland (FRA)                   | Cannondale–Drapac                      | + 2h 11' 54"                           |
| 55                                     | Maxime Bouet (FRA)                     | Fortuneo–Oscaro                        | + 2h 13' 23"                           |
| 56                                     | Luis Ángel Maté (ESP)                  | Cofidis                                | + 2h 15' 28"                           |
| 57                                     | Michał Kwiatkowski (POL)               | Team Sky                               | + 2h 17' 48"                           |
| 58                                     | Greg Van Avermaet (BEL)                | BMC Racing Team                        | + 2h 19' 14"                           |
| 59                                     | Jens Keukeleire (BEL)                  | Orica–Scott                            | + 2h 22' 26"                           |
| 60                                     | Jonathan Castroviejo (ESP)             | Movistar Team                          | + 2h 22' 44"                           |
| 61                                     | Michael Valgren (DEN)                  | Astana                                 | + 2h 25' 36"                           |
| 62                                     | Esteban Chaves (COL)                   | Orica–Scott                            | + 2h 27' 34"                           |
| 63                                     | Oliver Naesen (BEL)                    | AG2R La Mondiale                       | + 2h 28' 02"                           |
| 64                                     | Simon Geschke (GER)                    | Giant-Alpecin                          | + 2h 28' 57"                           |
| 65                                     | Eduardo Sepúlveda (ARG)                | Fortuneo–Oscaro                        | + 2h 31' 05"                           |
| 66                                     | Romain Sicard (FRA)                    | Direct Énergie                         | + 2h 33' 24"                           |
| 67                                     | Laurens ten Dam (NED)                  | Giant-Alpecin                          | + 2h 34' 56"                           |
| 68                                     | Axel Domont (FRA)                      | AG2R La Mondiale                       | + 2h 35' 33"                           |
| 69                                     | Michael Matthews (AUS)                 | Giant-Alpecin                          | + 2h 36' 36"                           |
| 70                                     | Koen de Kort (NED)                     | Trek–Segafredo                         | + 2h 38' 33"                           |
| 71                                     | Aleksej Lucenko (KAZ)                  | Astana                                 | + 2h 39' 10"                           |
| 72                                     | Michael Schär (SUI)                    | BMC Racing Team                        | + 2h 41' 54"                           |
| 73                                     | Tsgabu Grmay (ETH)                     | Bahrain–Merida                         | + 2h 42' 15"                           |
| 74                                     | Tiago Machado (POR)                    | Team Katusha–Alpecin                   | + 2h 43' 36"                           |
| 75                                     | Maurits Lammertink (NED)               | Team Katusha–Alpecin                   | + 2h 44' 01"                           |
| 76                                     | Nicolas Edet (FRA)                     | Cofidis                                | + 2h 45' 11"                           |
| 77                                     | Dylan van Baarle (NED)                 | Cannondale–Drapac                      | + 2h 47' 11"                           |
| 78                                     | Edvald Boasson Hagen (NOR)             | Team Dimension Data                    | + 2h 48' 12"                           |
| 79                                     | Stefan Küng (SUI)                      | BMC Racing Team                        | + 2h 49' 17"                           |
| 80                                     | Paweł Poljański (POL)                  | Bora–Hansgrohe                         | + 2h 53' 42"                           |
| 81                                     | Danilo Wyss (SUI)                      | BMC Racing Team                        | + 2h 53' 51"                           |
| 82                                     | Paul Martens (GER)                     | LottoNL–Jumbo                          | + 2h 54' 14"                           |
| 83                                     | Ben Swift (GBR)                        | UAE Team Emirates                      | + 2h 54' 48"                           |
| 84                                     | Nikias Arndt (GER)                     | Giant-Alpecin                          | + 2h 54' 54"                           |
| 85                                     | Élie Gesbert (FRA)                     | Fortuneo–Oscaro                        | + 2h 55' 13"                           |
| 86                                     | Simon Clarke (AUS)                     | Cannondale–Drapac                      | + 2h 55' 27"                           |
| 87                                     | Andrey Amador (CRC)                    | Movistar Team                          | + 2h 56' 43"                           |
| 88                                     | Damien Howson (AUS)                    | Orica–Scott                            | + 2h 56' 57"                           |
| 89                                     | Angelo Tulik (FRA)                     | Direct Énergie                         | + 2h 57' 05"                           |
| 90                                     | Alberto Bettiol (ITA)                  | Cannondale–Drapac                      | + 2h 57' 56"                           |
| 91                                     | Thomas Voeckler (FRA)                  | Direct Énergie                         | + 2h 58' 51"                           |
| 92                                     | Imanol Erviti (ESP)                    | Movistar Team                          | + 3h 00' 21"                           |
| 93                                     | Bahtijar Kožatajev (KAZ)               | Astana                                 | + 3h 04' 11"                           |
| 94                                     | Jay McCarthy (AUS)                     | Bora–Hansgrohe                         | + 3h 05' 13"                           |
| 95                                     | Nils Politt (GER)                      | Team Katusha–Alpecin                   | + 3h 05' 52"                           |
| 96                                     | Marco Marcato (ITA)                    | UAE Team Emirates                      | + 3h 05' 53"                           |
| 97                                     | Jesús Herrada (ESP)                    | Movistar Team                          | + 3h 06' 05"                           |
| 98                                     | Michael Albasini (SUI)                 | Orica–Scott                            | + 3h 06' 55"                           |
| 99                                     | Alessandro De Marchi (ITA)             | BMC Racing Team                        | + 3h 07' 25"                           |
| 100                                    | Pieter Vanspeybrouck (BEL)             | Wanty–Groupe Gobert                    | + 3h 09' 38"                           |
| 101                                    | Tony Martin (GER)                      | Team Katusha–Alpecin                   | + 3h 10' 18"                           |
| 102                                    | Zdeněk Štybar (CZE)                    | Quick-Step Floors                      | + 3h 12' 12"                           |
| 103                                    | Florian Vachon (FRA)                   | Fortuneo–Oscaro                        | + 3h 13' 10"                           |
| 104                                    | Daniele Bennati (ITA)                  | Movistar Team                          | + 3h 13' 44"                           |
| 105                                    | Jack Bauer (NZL)                       | Quick-Step Floors                      | + 3h 15' 13"                           |
| 106                                    | Perrig Quéméneur (FRA)                 | Direct Énergie                         | + 3h 15' 40"                           |
| 107                                    | Scott Thwaites (GBR)                   | Team Dimension Data                    | + 3h 16' 28"                           |
| 108                                    | Jasha Sütterlin (GER)                  | Movistar Team                          | + 3h 17' 53"                           |
| 109                                    | Jukija Araširo (JPN)                   | Bahrain–Merida                         | + 3h 18' 16"                           |
| 110                                    | Yoann Offredo (FRA)                    | Wanty–Groupe Gobert                    | + 3h 20' 50"                           |
| 111                                    | Matteo Bono (ITA)                      | UAE Team Emirates                      | + 3h 20' 59"                           |
| 112                                    | Vasil Kirjienka (BLR)                  | Team Sky                               | + 3h 21' 15"                           |
| 113                                    | Adam Hansen (AUS)                      | Lotto–Soudal                           | + 3h 22' 31"                           |
| 114                                    | Patrick Bevin (NZL)                    | Cannondale–Drapac                      | + 3h 23' 00"                           |
| 115                                    | Dimitrij Gruzdev (KAZ)                 | Astana                                 | + 3h 24' 42"                           |
| 116                                    | Maciej Bodnar (POL)                    | Bora–Hansgrohe                         | + 3h 26' 58"                           |
| 117                                    | Julien Simon (FRA)                     | Cofidis                                | + 3h 29' 21"                           |
| 118                                    | Reinardt Janse van Rensburg (RSA)      | Team Dimension Data                    | + 3h 30' 54"                           |
| 119                                    | Javier Moreno (ESP)                    | Bahrain–Merida                         | + 3h 32' 06"                           |
| 120                                    | Andrij Grivko (UKR)                    | Astana                                 | + 3h 32' 14"                           |
| 121                                    | John Degenkolb (GER)                   | Trek–Segafredo                         | + 3h 35' 14"                           |
| 122                                    | Sonny Colbrelli (ITA)                  | Bahrain–Merida                         | + 3h 36' 22"                           |
| 123                                    | Lars Bak (DEN)                         | Lotto–Soudal                           | + 3h 37' 04"                           |
| 124                                    | Dion Smith (NZL)                       | Wanty–Groupe Gobert                    | + 3h 39' 24"                           |
| 125                                    | Laurent Pichon (FRA)                   | Fortuneo–Oscaro                        | + 3h 39' 45"                           |
| 126                                    | Adrien Petit (FRA)                     | Direct Énergie                         | + 3h 41' 34"                           |
| 127                                    | Vegard Stake Laengen (NOR)             | UAE Team Emirates                      | + 3h 41' 52"                           |
| 128                                    | Cyril Lemoine (FRA)                    | Cofidis                                | + 3h 43' 45"                           |
| 129                                    | Mike Teunissen (NED)                   | Giant-Alpecin                          | + 3h 43' 52"                           |
| 130                                    | Alexander Kristoff (NOR)               | Team Katusha–Alpecin                   | + 3h 45' 40"                           |
| 131                                    | Marcus Burghardt (GER)                 | Bora–Hansgrohe                         | + 3h 45' 57"                           |
| 132                                    | Frederik Backaert (BEL)                | Wanty–Groupe Gobert                    | + 3h 46' 36"                           |
| 133                                    | Christophe Laporte (FRA)               | Cofidis                                | + 3h 46' 47"                           |
| 134                                    | Yohann Gène (FRA)                      | Direct Énergie                         | + 3h 47' 08"                           |
| 135                                    | Markel Irizar (ESP)                    | Trek–Segafredo                         | + 3h 47' 10"                           |
| 136                                    | Jürgen Roelandts (BEL)                 | Lotto–Soudal                           | + 3h 47' 20"                           |
| 137                                    | Andrea Pasqualon (ITA)                 | Wanty–Groupe Gobert                    | + 3h 51' 18"                           |
| 138                                    | Nacer Bouhanni (FRA)                   | Cofidis                                | + 3h 51' 29"                           |
| 139                                    | Julien Vermote (BEL)                   | Quick-Step Floors                      | + 3h 52' 54"                           |
| 140                                    | Thomas Boudat (FRA)                    | Direct Énergie                         | + 3h 53' 08"                           |
| 141                                    | Steve Cummings (GBR)                   | Team Dimension Data                    | + 3h 53' 10"                           |
| 142                                    | Roy Curvers (NED)                      | Giant-Alpecin                          | + 3h 53' 38"                           |
| 143                                    | Grega Bole (SLO)                       | Bahrain–Merida                         | + 3h 55' 29"                           |
| 144                                    | Christian Knees (GER)                  | Team Sky                               | + 3h 55' 31"                           |
| 145                                    | Rick Zabel (GER)                       | Team Katusha–Alpecin                   | + 3h 55' 48"                           |
| 146                                    | Michael Gogl (AUT)                     | Trek–Segafredo                         | + 3h 59' 06"                           |
| 147                                    | Guillaume Van Keirsbulck (BEL)         | Wanty–Groupe Gobert                    | + 3h 59' 48"                           |
| 148                                    | Ramon Sinkeldam (NED)                  | Giant-Alpecin                          | + 4h 01' 54"                           |
| 149                                    | André Greipel (GER)                    | Lotto–Soudal                           | + 4h 02' 54"                           |
| 150                                    | Reto Hollenstein (SUI)                 | Team Katusha–Alpecin                   | + 4h 03' 45"                           |
| 151                                    | Mathew Hayman (AUS)                    | Orica–Scott                            | + 4h 05' 17"                           |
| 152                                    | Davide Cimolai (ITA)                   | FDJ                                    | + 4h 06' 15"                           |
| 153                                    | Bernhard Eisel (AUT)                   | Team Dimension Data                    | + 4h 10' 18"                           |
| 154                                    | Fabio Sabatini (ITA)                   | Quick-Step Floors                      | + 4h 10' 25"                           |
| 155                                    | Marco Haller (AUT)                     | Team Katusha–Alpecin                   | + 4h 13' 50"                           |
| 156                                    | Dylan Groenewegen (NED)                | LottoNL–Jumbo                          | + 4h 16' 02"                           |
| 157                                    | Albert Timmer (NED)                    | Giant-Alpecin                          | + 4h 16' 21"                           |
| 158                                    | Olivier Le Gac (FRA)                   | FDJ                                    | + 4h 17' 21"                           |
| 159                                    | Taylor Phinney (USA)                   | Cannondale–Drapac                      | + 4h 18' 15"                           |
| 160                                    | Borut Božič (SLO)                      | Bahrain–Merida                         | + 4h 18' 41"                           |
| 161                                    | Florian Sénéchal (FRA)                 | Cofidis                                | + 4h 19' 17"                           |
| 162                                    | Jaco Venter (RSA)                      | Team Dimension Data                    | + 4h 20' 16"                           |
| 163                                    | Dimitri Claeys (BEL)                   | Cofidis                                | + 4h 25' 01"                           |
| 164                                    | Robert Wagner (GER)                    | LottoNL–Jumbo                          | + 4h 25' 12"                           |
| 165                                    | Rüdiger Selig (GER)                    | Bora–Hansgrohe                         | + 4h 26' 43"                           |
| 166                                    | Tom Leezer (NED)                       | LottoNL–Jumbo                          | + 4h 32' 21"                           |
| 167                                    | Luke Rowe (GBR)                        | Team Sky                               | + 4h 35' 52"                           |

### Zelena majica
| Poz. | Kolesar                    | Ekipa                | Točke |
| ---- | -------------------------- | -------------------- | ----- |
| 1    | Michael Matthews (AUS)     | Giant-Alpecin        | 370   |
| 2    | André Greipel (GER)        | Lotto–Soudal         | 234   |
| 3    | Edvald Boasson Hagen (NOR) | Team Dimension Data  | 220   |
| 4    | Alexander Kristoff (NOR)   | Team Katusha–Alpecin | 174   |
| 5    | Sonny Colbrelli (ITA)      | Bahrain–Merida       | 168   |
| 6    | Thomas De Gendt (BEL)      | Lotto–Soudal         | 149   |
| 7    | Dylan Groenewegen (NED)    | LottoNL–Jumbo        | 144   |
| 8    | Chris Froome (GBR)         | Team Sky             | 133   |
| 9    | Rigoberto Urán (COL)       | Cannondale–Drapac    | 106   |
| 10   | Dan Martin (IRL)           | Quick-Step Floors    | 106   |

### Pikčasta majica
| Poz. | Kolesar                | Ekipa               | Točke |
| ---- | ---------------------- | ------------------- | ----- |
| 1    | Warren Barguil (FRA)   | Giant-Alpecin       | 169   |
| 2    | Primož Roglič (SLO)    | LottoNL–Jumbo       | 80    |
| 3    | Thomas De Gendt (BEL)  | Lotto–Soudal        | 64    |
| 4    | Darwin Atapuma (COL)   | UAE Team Emirates   | 55    |
| 5    | Chris Froome (GBR)     | Team Sky            | 51    |
| 6    | Romain Bardet (FRA)    | AG2R La Mondiale    | 47    |
| 7    | Mikel Landa (ESP)      | Team Sky            | 45    |
| 8    | Bauke Mollema (NED)    | Trek–Segafredo      | 37    |
| 9    | Alberto Contador (ESP) | Trek–Segafredo      | 36    |
| 10   | Serge Pauwels (BEL)    | Team Dimension Data | 32    |

### Bela majica
| Poz. | Kolesar                | Ekipa               | Čas          |
| ---- | ---------------------- | ------------------- | ------------ |
| 1    | Simon Yates (GBR)      | Orica–Scott         | 86h 27' 09"  |
| 2    | Louis Meintjes (RSA)   | UAE Team Emirates   | + 2' 06"     |
| 3    | Emanuel Buchmann (GER) | Bora–Hansgrohe      | + 27' 07"    |
| 4    | Tiesj Benoot (BEL)     | Lotto–Soudal        | + 35' 50"    |
| 5    | Guillaume Martin (FRA) | Wanty–Groupe Gobert | + 47' 38"    |
| 6    | Pierre Latour (FRA)    | AG2R La Mondiale    | + 1h 12' 31" |
| 7    | Lilian Calmejane (FRA) | Direct Énergie      | + 1h 29' 02" |
| 8    | Michael Valgren (DEN)  | Astana              | + 2h 19' 22" |
| 9    | Aleksej Lucenko (KAZ)  | Astana              | + 2h 32' 56" |
| 10   | Dylan van Baarle (NED) | Cannondale–Drapac   | + 2h 40' 57" |

### Ekipna razvrstitev
| Poz. | Ekipa             | Čas          |
| ---- | ----------------- | ------------ |
| 1    | Team Sky          | 259h 21' 06" |
| 2    | AG2R La Mondiale  | + 7' 14"     |
| 3    | Trek–Segafredo    | + 1h 44' 46" |
| 4    | BMC Racing Team   | + 1h 49' 49" |
| 5    | Orica–Scott       | + 1h 52' 21" |
| 6    | Movistar Team     | + 1h 55' 52" |
| 7    | Cannondale–Drapac | + 2h 15' 25" |
| 8    | Fortuneo–Oscaro   | + 2h 18' 18" |
| 9    | Lotto–Soudal      | + 2h 28' 18" |
| 10   | Astana            | + 2h 28' 39" |